# Sphaerospora rostrata
Sphaerospora rostrata is een microscopische parasiet uit de familie Sphaerosporidae. Sphaerospora rostrata werd in 1895 beschreven door Thélohan. 